# Celly Cel
Marcellus McCarver, mais conhecido por seu nome artístico Celly Cel, é um rapper americano de Vallejo, Califórnia. Ele lançou seu primeiro single, Lifestyle of a Mack, em sua gravadora independente Realside Records em 1992. Ele lançou seu álbum de estúdio de estreia, Heat 4 Yo Azz, em 1994, e lançou um segundo álbum, Killa Kali, um ano depois.
Em 1996, ele apareceu na compilação da Red Hot Organization, America Is Dying Slowly, junto com Biz Markie, Wu-Tang Clan, Fat Joe, dentre outros proeminentes artistas de hip hop. O CD, feito com o intuito de aumentar a consciência da epidemia de AIDS entre homens afro americanos, foi tratado como uma "obra prima" pela revista The Source.
Sua próxima aparição só ocorreu em 1998, com seu terceiro álbum: G-Filez. Deep Conversation veio depois em meados de 2000.
Celly tem colaborado com os rappers colegas da Bay Area E-40 e B-Legit em várias ocasiões.

## Discografia

### Álbuns de estúdio
| Ano  | Título                          | Posições nas paradas | Posições nas paradas |
| Ano  | Título                          | E.U.A.               | R&B                  |
| ---- | ------------------------------- | -------------------- | -------------------- |
| 1994 | Heat 4 Yo Azz                   | -                    | 34                   |
| 1996 | Killa Kali                      | 26                   | 4                    |
| 1998 | The G Filez                     | 53                   | 17                   |
| 2000 | Deep Conversation               | -                    | 94                   |
| 2005 | It'z Real Out Here              | -                    | -                    |
| 2006 | Slaps, Straps and Baseball Hats | -                    | -                    |
| 2012 | Big Faces EP                    | -                    | -                    |

### Compilações
- 1999: The Best of Celly Cel
- 2000: Live From the Ghetto
- 2002: Song'z U Can't Find
- 2006: The Wild West
- 2006: Brings the Gumbo Pot
- 2007: Cali Luv
- 2007: Best of Celly Cel 2: Tha Sick Wid It Dayz

### Collaborações
- 2001: Criminal Activity (com Criminalz)
- 2006: Bad Influence (com The Hillside Stranglaz)